# Цуркан Валерій Іванович
Цуркан Валерій Іванович (нар. 2 січня 1949) — музикант, композитор, продюсер, аранжувальник народних та естрадних музичних творів, Заслужений працівник культури України (2009 рік), член Асоціації діячів естрадного мистецтва України.

## Біографія
Народився 2 січня 1949 року в с. Лиманське Ренійського району Одеської області. Батько – Цуркан Іван Лук'янович, військовий, мати – Цуркан Анастасія Григорівна, домогосподарка.

Навчався у Євгенівській сільській школі Тарутинського району, брав активну участь у шкільній самодіяльності.

Після закінчення школи вступив до Одеського культпросвіт училища на кафедру народних інструментів.

У 1967 році призваний до лав Радянської армії. Під час служби був диригентом військового оркестру.

Після демобілізації з лав Радянської армії був запрошений в селище Сарата Саратського району Одеської області на посаду директора Будинку культури.

## Сім'я
- У 1967 році одружився з Цуркан Валентиною Миколаївною, у них народився син Віктор.
- У 1968 році розлучився.
- У 1971 році одружився з Цуркан Ганною Йосипівною.
- У 1972 році народився син В'ячеслав.
- У 1978 році народився син Сергій.
- У 1980 році народився син Ігор.

У Валерія Цуркана 6 онуків: Валерій, Максим, Денис, Валентин, Вадим, Антон Цурканов. Вони також займаються музикою і грають на музичних інструментах.

## Мистецька діяльність
У 1972 році створив ансамбль народних інструментів «Букурія» (молд. Bucuria — радість).[джерело?]

У 1977 році ансамблю «Букурія» було присвоєно звання «Народного».[джерело?]

У 1981 році починає працювати керівником оркестру «Дністровські Зорі» у Центрі культури міста Білгород-Дністровський.

У 1985 році оркестру було присвоєно звання «Народного». Ансамбль виступав з концертами в Україні та за кордоном.

У 1997-1999 роках працював керівником духового оркестру на запрошення Міністерства культури Польської республіки (нині Міністерство культури та національної спадщини Польщі) у місті Отвоцьк в Будинку культури.

З 2000 року працює в Білгород-Дністровському Центрі культури керівником оркестру «Дністровські Зорі».

У 2004 році став директором новоствореного благодійного фонду «Музичний світ». Фонд організовував концерти і на зібрані гроші надавав допомогу Дитячій міській лікарні та видавав адресну допомогу.

З 2004 року організовує щорічні міжнародні фестивалі у Польщі, Румунії, Болгарії, Словаччини, Німеччини, Молдові.

У 2005 році створено Білгород-Дністровське Польське національне товариство «Аккерман», де Цуркана призначили директором Польського дому у м. Білгород-Дністровський.

При товаристві був створений ансамбль Польської музики «Аккерманці» і фестиваль Польської культури «Аккерманський полонез»  за підтримки Генерального консульства Польщі в Одесі. У ньому брали участь польські товариства, створені в інших країнах – Білорусь, Росія, Молдова, Румунія, Словаччина, Угорщина.

У 2009 році указом Президента України Віктора Ющенка було присвоєно звання «Заслужений працівник культури України».

У 2018 році указом міністра культури Польщі Валерію Цуркану було присвоєно звання «Заслужений діяч культури Польщі» ), а нагороду вручив Генеральний консул Польщі в Одесі.

У 2019 році за рішенням творчої спілки Асоціації діячів естрадного мистецтва України Цуркану було присвоєно звання «Заслужений артист естрадного мистецтва України» за зміцнення дружби між народами.[джерело?] Такі звання були також присвоєні його синам: Цуркану Сергію Валерійовичу, Цуркану В'ячеславу Валерійовичу і Цуркану Ігореві Валерійовичу.

Валерій Цуркан досконало володіє 15 музичними інструментами.

У 2020 році в період карантину COVID-19 Валерій Цуркан організував онлайн-концерти з кухні.

## Громадська діяльність
15 Листопада 2024 17:05
Оксана Чумак

Проєкт “Музиканти нашого краю” Валерія Цуркана з міста Білгород-Дністровський є унікальною ініціативою, спрямованою на відродження та популяризацію музичної культури Буджака. За словами музиканта, головна ідея проєкту полягає у тому, щоб відкрити широкому загалу імена талановитих музикантів рідного краю, які іноді залишаються непоміченими або забутими, але заслуговують на визнання та увагу. Журналістка «Махали» поспілкувалася з Валерієм Івановичем, аби дізнатися подробиці проєкту.
У листопаді заслужений артист України Валерій Цуркан запустив проєкт, який об’єднав талановитих музикантів з різних куточків Буджака.
«Ідея проста: музиканти надсилають мені відео зі своїм виступом, я публікую його в соцмережах, розповідаю про досягнення кожного учасника та нагороджую їх дипломами», – каже музикант. Проєкт швидко набрав популярність, і за кілька тижнів до нього приєдналося більше десятка митців.
Чимало творчих людей було розкрито широкому загалу завдяки проєкту пана Валерія. Наприклад:
Іван Варлан з Кривої Балки — заслужений артист, який грає на акордеоні, баяні, гітарі, синтезаторі та ще багатьох інструментах. За 50 років творчої роботи він очолював різні колективи та працював хормейстером.
Іван Проданов із села Василівка з дитинства грає на баяні, а зараз ще й навчає грі на музичних інструментах дітей у селі Банівка.
Єгор Чудак з Мологи — молодий гітарист, який уже встиг виступити на конкурсах і отримати нагороди за свої перемоги.
Ернест Молодець і Артем Юрковський з Мологи — дует гітариста і баяніста, які виступають на фестивалях і мають багатий репертуар.
Павло Чербаджи з Делень — баяніст і керівник колективу, який неодноразово перемагав у конкурсах.
Григорій Моток з міста Білгород-Дністровський — член асоціації діячів мистецтв України, професійний баяніст і керівник вокальних ансамблів, який навчає музики вже навіть свого онука.
Михайло Гайдаржи з Дельжилерського будинку культури — талановитий акордеоніст і саксофоніст, керівник колективу «Дельжилерка», що виступав у Болгарії, Румунії та Польщі.
Юрій Гаваньо з Бессарабського (Тарутине) — скрипаль і композитор, який багато років навчає грі на скрипці дітей у місцевій музичній школі.
Микола Лупан з Фурманівки — акордеоніст і педагог, неодноразовий лауреат закордонних конкурсів.
Валерій Резнічук — музикант і лікар, який, попри медичну професію, присвячує свій вільний час музиці.
Гурт «Експромт» з Білгород-Дністровського, що виконує українські пісні та інструментальні композиції на міських заходах.
Марина Новосад з Татарбунар — баяністка і викладачка у школі мистецтв, учасниця багатьох конкурсів.
«Всі їхні виступи можна переглянути на моїй сторінці у Facebook» – ділиться пан Валерій. Проєкт продовжується, тому всі, хто хоче поділитися своїм музичним талантом і отримати диплом від заслуженого артиста України, можуть звертатися до пана Валерія.
Цей проєкт — це не тільки можливість для музикантів Буджака показати свої вміння, але й нагода об’єднатися і підтримати культурні традиції регіону.
У 1984 році при міському Центрі культури в м. Білгород-Дністровський був створений сімейний ансамбль Цурканових, до складу якого увійшли батько Валерій Цуркан, мати Анна Цуркан, сини В'ячеслав, Сергій і Ігор.

У 2009 році рішенням Бородинської селищної ради Тарутинського району Одеської області було прийнято рішення присвоїти звання «Почесний громадянин селища Бородіно».

У 2019 рішенням Білгород-Дністровського виконкому міської ради було присвоєно звання «Почесний громадянин міста Білгород-Дністровський».

В даний час Валерій Цуркан працює у Білгород-Дністровському Польському національно-культурному товаристві.
19 Жовтня 2024 17:47
Оксана Чумак

В місті Білгород-Дністровський Валерія Івановича Цуркана часто називають “людиною-оркестром”, і недарма — він грає на 15 музичних інструментах. Все своє життя він присвятив музиці, яка стала його справжнім покликанням. Валерій Цуркан отримав багато нагород, є заслуженим артистом естрадного мистецтва України та заслуженим діячем культури Польщі. Окрім цього, він уже довгий час займається благодійністю. Нещодавно музикант започаткував проєкт, метою якого є знаходити старі музичні інструменти, на яких більше не грають, і передавати їх тим, хто їх потребує. Про деталі цього проєкту і про те, що привело його до такої діяльності, журналістка інтернет-видання «Махала» поспілкувалася з паном Валерієм.

## Музика супроводжувала Валерія Івановича ще з дитинства
Музика супроводжувала Валерія Івановича ще з дитинства. Перший свій музичний інструмент, гармошку, отримав у віці 6 років від батьків. Але справжньою мрією став баян, який, на жаль, був занадто дорогим для того часу і коштував 90 рублів. У четвертому класі він прийняв рішення самостійно заробити гроші і реалізувати свою мрію.
«Під час літніх канікул, домовився зі своїм дядечком, що допомагатиму йому збирати сіно. Площа була велика. Косили і сушили його десь неділь дві. Потім ми склали його в стіжки, а також знайшли людей, які погодились купити це сіно. Замучені, але раді від того, що зробили велику роботу, ми лягли ввечері відпочивати. Раптом вночі розпочався дощ і не просто дощ, а велика злива. Коли ми вранці вийшли на вулицю, то побачили, що нашого сіна немає. Всі стіжки змила і знесла вода.
Як я плакав! Ви не уявляєте, що в мене робилося на серці. Мрія, яка вже була реальністю, рухнула. Довго я ходив сам не свій. Грав на гармошці тільки сумні пісні, але не переставав знову мріяти про баян», — згадує пан Валерій.
Та коли йому виповнилося 13 років, бабуся і дідусь зробили омріяний подарунок — нарешті у його руках з’явився баян.

## Від щирого серця займається благодійністю
Знаючи ціну дитячої мрії, вже багато років поспіль пан Валерій намагається втілити заповітні бажання багатьох дітей, які мріють займатися музикою, зокрема і через свій благодійний фонд «Музичний світ хворим дітям».
«У свій час я подарував багато музичних інструментів Бородинській музичній школі Тарутинської громади. А Іван Проданов від мене отримав піаніно. Жителям Білгорода-Дністровського дарував гармоні, гітари… У Березине привозив в подарунок кларнет. До села Рівне Євгенівської громади привозив звукову апаратуру та концертні костюми. Було так багато подарунків, що усього навіть не пам’ятаю», — розповідає музикант.
А нещодавно пан Валерій розпочав новий проєкт — через свою сторінку у Facebook розшукує власників музичних інструментів, яким вони більше не потрібні і які готові безкоштовно передати їх родинам, де є музиканти (перевага, звичайно, надається дітям).Однією з перших, хто відгукнулася на заклик Валерія Івановича, стала Ірина Стоянова з міста Білгород-Дністровський, яка подарувала баян Наталії Моток. Наталія вміє грати і хоче навчити своїх синів. «На цьому баяні грав батько Ірини, і вона просила, щоб я передав інструмент родині, яка буде грати і берегти його. Баян лежав у футлярі багато років і дочекався, коли знову зазвучать його голоси», — ділиться пан Валерій.
Ще один музичний інструмент від Ірини Стоянової отримав нову власницю. Цього разу це була гармонь, яку Валерій Іванович передав Тетяні Кобзар. «Гармонь, яку подарувала Ірина Стоянова, я передав у талановиті руки Тетяни Кобзар. Хай грає, співає і піднімає настрій людям у наш непростий час», — зазначив музикант.
Черговим щасливчиком став Тимофій Моток, який отримав акордеон, подарований мешканкою Білгорода-Дністровського Тетяною Терновою-Колесниковою. «Коли я подзвонив мамі Тимоші і сказав, що приїду, він чекав на вулиці і зустрів мене зі сльозами на очах», — згадує пан Валерій. 
На заклик Валерія Івановича відгукнулася ще одна родина — Ольга та Володимир Смішні з міста Білгород-Дністровський, які володіли баяном і хотіли передати його тим, хто потребує.
Подарунок вирушив до талановитого хлопця з села Задунаївка Арцизької громади — Паскалова Дмитра. «Добре, що є люди, які розуміють, що краще віддати інструмент, ніж через деякий час викинути його на смітник», — ділиться враженнями музикант. Рідні Дмитра щиро подякували родині Смішних і Валерію Івановичу за щедрий подарунок і показали відео, на якому Дмитро вже радує їх своєю грою.
А нещодавно музикант сповістив свою аудиторію про те, що Віктор Іванович Бабич з міста Білгород-Дністровський передає акордеон для музичної родини Леонових з міста Арциз. «Якщо хтось має інструмент який не використовується, краще передати тим, кому він потрібен. Є багато дітей які хочуть навчитися грати», – в черговий раз закликав Валерій Цуркан своїх шанувальників.
13 жовтня в Білгород-Дністровському пройшов фестиваль «Юшка-фест», на який запросили ансамбль «Співоче сузір’я» з Арциза. Однією з учасниць ансамблю є талановита Дора Леонова. На фестивалі вона урочисто отримала акордеон з рук пана Валерія, який для її родини передав Віктор Бабич.
Також пан Валерій розповів, що днями жителька села Маразліївка Білгород-Дністровського району Анна Ніколаєва зателефонувала йому й повідомила, що хоче передати п’ятирядний баян. Незабаром музикант вирушить по нього і шукатиме для нього нового власника. «Чоловік Анни загинув на фронті, і вона вирішила передати інструмент тому, кому він принесе користь», — каже музикант.
Своїм прикладом Валерій Іванович показує, що кожен добрий вчинок робить цей світ кращим, а когось — щасливішим. Творити добро, займатися благодійністю — означає робити внесок у спільне благо.
«Наступного тижня їду до селища Бородине і везу в подарунок концертні костюми для вокального ансамблю», — підсумовує Валерій Цуркан, підкреслюючи те, що список його добрих справ ще не завершений.продовжуватиметься.

## Нагороди
| Нагорода                                         | Рік вручення |
| ------------------------------------------------ | ------------ |
| Заслужений працівник культури України            | 2009         |
| Почесний громадянин селища Бородіно              | 2009         |
| Почесний знак «25 років Незалежної України»      | 2016         |
| Заслужений діяч культури Польщі                  | 2016         |
| Медаль «За жертовність і любов до України»       | 2018         |
| Почесний громадянин міста Білгород-Дністровський | 2019         |
| Заслужений артист естрадного мистецтва України   | 2019         |